# Boskowitz (Adelsgeschlecht)

Wappen der Herren von Boskowitz

Die Herren von Boskowitz (auch Czernohorsky von Boskowitz; von Boskowitz und Černa Hora; ältere Schreibweise von Boskowicz und Czernahor; tschechisch páni z Boskovic; auch Boskovicové und Černohorský z Boskovic) waren ein mährisches Adelsgeschlecht. In der Herrenstandsordnung des Jahres 1501 nehmen die Herren von Boskowitz den 16. Rang ein. 1584 erfolgte mit dem Prädikat „von Boskowitz und Schwarzenberg“ die Erhebung des Johann Černohorsky von Boskowitz, genannt „Šembera“, in den Reichsfreiherrenstand. Mit ihm erlosch 1597 das Geschlecht der Boskowitzer in männlicher Linie. Namensgebend war zunächst das Städtchen Boskowitz in Mähren. 1333 kam noch Schwarzenberg hinzu, von dem sich der Beiname „von  Schwarzenberg“ bzw. „von Czernahora“ (tschechisch „Černohorský“ bzw. „z Černé Hory“) ableitet.

## Wappen
Wappen: In Rot ein silberner Sparren mit sieben Spitzen, auf dem gekrönten Helm mit rot-silbernen Decken auf rotem Polster zwei schräg gekreuzte Laub-Büschel (Eichenäste). Die Stadt Boskovice und der Ort Černá Hora in Mähren führen als Stadt- und Ortswappen das Wappen der Herren von Boskowitz und Schwarzenberg, der Ort Hukvaldy in Mähren mit einer erweiterten Anlehnung an deren Wappenbild. Das Wappen des Erzbistums Olmütz zeigt das Wappen der Herren von Boskowitz und Schwarzenberg in einer veränderten Gruppierung der silbernen Spitzen.

## Herkunft und Nachkommen
Als Ahnherr der Herren von Boskowitz wird „Bosco nobilis Moravie“ betrachtet. Dessen Nachkommen waren:
- Dominus Erico „Gimram“ (Jimram/Emmeram), der urkundlich erstmals 1213 als Burggraf von Znaim in Mähren erscheint („Imramus burggravius in Znoem, filius domini Ericy“; † 1222). Dessen Sohn
- Lambert/Lambertus († 1262), stiftete 1230 das Minoritenkloster in Brünn.[3]
- Jimram/Emmeram (* vor 1300), 1255 Herr der Burg Boskowitz
- Artleb/Archlebus von Boskowitz († nach 1342), auf Maidenburg (Burg Děvičky) bei Paulow (1298 belehnt von König Wenzel II.), Besitzer der Burg Lundenburg, Oberstkämmerer des Olmützer Landrechts
- Jan/Johann genannt Ješek/Jesiko von Boskowitz und Lazan bei Černá Hora († 1363), Oberstkämmerer des Brünner Landrechts; verehelicht mit Anna, einer Tochter des Wznata d. Ä. von Meziříce auf Lomnice und dessen Ehefrau Margarethe. Unter ihren Nachkommen teilte sich das Geschlecht in vier Äste:

1. Begründer des Astes Swojanow (Svojanoský z Boskovic) in Böhmen war Ulrich († 1431/34) auf Swojanow
2. Begründer des Astes Mährisch-Trübau war Ladislaus († 1520) aus der Linie Lettowitz
3. Begründer des Astes Butschowitz war Wenzel Bučovsky Černohorsky von Boskowitz († 1554) auf Butschowitz, Landeshauptmann der Markgrafschaft Mähren. Er entstammte ebenfalls der Linie Lettowitz
4. Begründer des Astes Budischau-Hochwald war Beneš I. (d. Ä.) Černohorsky von Boskowitz auf Budischau († 1473)

## Persönlichkeiten (Auswahl)
- Vaněk von Boskowitz und Černohora († 1466), war seit 1436 Landeshauptmann von Mähren, erhielt Boskowitz 1458 von König Georg von Podiebrad
- Protasius von Boskowitz und Černahora († 1482), Fürstbischof von Olmütz
- Jaroslav von Boskowitz und Černohora war Sekretär des ungarischen Königs Matthias Corvinus sowie Oberstkämmerer von Mähren. Wegen angeblichem Verrat wurde er am 10. Dezember 1485 auf dem Hohen Markt in Wien öffentlich enthauptet.
- Tobias von Boskowitz und Černahora († 1493), Bruder Jaroslavs von Boskowitz und Černohora, Mitglied des mährischen Herrenstandes sowie Feldhauptmann des ungarischen Königs Matthias Corvinus und des Kaisers Friedrich III.
- Benesch/Beneš von Boskowitz und Černohora († 1507) war Burggraf von Brünn und Unterkämmerer von Mähren
- Ladislaus/Ladislav Velen von Boskowitz (1455–1520) war einer der gebildetsten mährischen Humanisten. Erwarb 1486 Mährisch Trübau, wo er Wissenschaft und Künste förderte. In Boskowitz ließ er das Renaissance-Rathaus sowie die Allerheiligenkirche errichten. Der Pfarrkirche St. Jakob schenkte er die reich illustrierte „Boskowitzer-Bibel“.
- Albrecht von Boskowitz und Černahora (1526–1572), Humanist, seit 1567 Oberstlandkämmerer von Mähren, ließ nach 1556 die Burg Černa Hora zu einem Renaissance-Schloss umbauen.
- Johann von Boskowitz und Černahora, genannt „Šembera“ (Jan Šembera Černohorský z Boskovic) († 30. April 1597 in Brünn), war einer der wohlhabendsten Adeligen in Mähren, Reichsfreiherr seit 1584, kaiserlicher Rat und Truchsess. In erster Ehe war er mit Sidonia Gräfin von Schlick auf Bassano und Weisskirchen († 1575) verheiratet, in zweiter Ehe mit Anna Kraiger von Kraigk. In der Zeit von 1567 bis 1582 ließ er das Renaissance-Schloss in Butschowitz errichten. Seine ältere Tochter Anna Maria war mit Karl I. von Liechtenstein, die jüngere Tochter Katharina († 1637) mit dessen Bruder Maximilian von Liechtenstein verheiratet. Da Johann keine männlichen Nachkommen hinterließ, erbten sie Johanns Besitzungen.

## Besitzungen

### In Mähren
- Blansko Blanz
- Boskovice Boskowitz (1458–1547)
- Bučovice Butschowitz (1533–1597)
- Burg Cimburk Burg Cimburg
- Burg Veveří Burg Eichhorn
- Černá Hora Schwarzenberg (1333–1597)
- Hukvaldy Hochwald (1466–Anfang 16. Jahrhundert)
- Kuřim Gurein (1464 bis 1527)
- Letovice Lettowitz (um 1450–1544)
- Litovel Littau (1513–1597)
- Medlov u Uničova Meedl (um 1530–1597)
- Moravská Třebová Mährisch Trübau (1486–1590)
- Starý Jičín Titschein
- Račice (Račice-Pístovice) Ratschitz (1466–1568)
- Ruda nad Moravou Eisenberg an der March (1513–1589)
- Šatov Schattau
- Sovinec mit Burg Sovinec Eulenberg und Burg Eulenburg (1543–1578)
- Štramberk Stramberg
- Úsov Mährisch Aussee (1513–1597)

### In Böhmen
- Brandýs nad Orlicí Brandeis an der Adler
- Česká Skalice Böhmisch Skalitz (1366–1393)
- Hrubá Skála Groß Skal (um 1500–1515)
- Lanškroun Landskron (einige Jahre vor 1588)
- Semily Semil
- Turnov Turnau
- Zábřeh Hohenstadt (1513–1589)